# Aleksandr Rozenberg
Aleksandr Rozenberg sau Rosenberg (în rusă Александр Николаевич Розенберг; n. 18 octombrie 1967, Ladîjîn, Raionul Trosteaneț, RSS Ucraineană, URSS) este un om politic din Transnistria. Din 30 mai 2022 este prim-ministrul autoproclamatei Republici Nistrene.

## Biografie
Rozenberg s-a născut pe 18 octombrie 1967, în Ladîjîn, RSS Ucraineană, dar a copilărit la Grigoriopol. Este evreu. În 1994 a absolvit Universitatea Agrară de Stat din Moldova.
În martie 2012 și-a deschis o brutărie în Tiraspol, capitala autoproclamatei Republicii Moldovenești Nistrene. Zece ani mai târziu, pe 20 ianuarie 2022, a fost numit ministru al agriculturii în guvernul condus de Aleksandr Martînov. Pe 27 mai 2022, în urma demisiei lui Martînov, președintele transnistrean, Vadim Krasnoselski, l-a numit în funcția de prim-ministru al Transnistriei, fiind votat de legislativ pe 30 mai 2022.
Rozenberg este un cunoscut apropiat al holding-ului Sheriff. Analistul politic Anatol Țăranu îl consideră pe Rozenberg ca fiind "mai degrabă un tehnocrat decât un om politic", respectiv că e un "om în care Krasnoselski are încredere deplină".